# Nolan Gerard Funk
Nolan Gerard Funk (Vancouver, 28 luglio 1986) è un attore canadese.

## Biografia
La sua principale attività nel mondo del cinema è quella di interprete e tra i lavori più interessanti possiamo citare la partecipazione in cinque episodi della serie televisiva Aliens in America (2007) dove ha interpretato la parte di Todd Palladino diretto da Fred Savage, Michael Fresco, Linda Mendoza, Luke Greenfield. 
Nel 2007 ha inoltre lavorato con Paul A. Kaufman per la realizzazione del film La vita di Sarah dove ha interpretato la parte di Kit Peterson. Nel 2009 entra a far parte del cast del film TV Spectacular! accanto all'attrice Victoria Justice e debutta a Broadway nel musical Bye Bye Birdie.
Nel 2012 ha partecipato alla serie televisiva Glee, nella quarta stagione, nel ruolo di Hunter Clarington, il nuovo capitano degli Usignoli.
Nel 2013 invece partecipa alla 3 stagione della serie tv statunitense Diario di una nerd superstar nel ruolo di Collin Jennings, un compagno di classe di Jenna. Nello stesso anno interpreta Ryan nel film The Canyons di Paul Schrader accanto a Lindsay Lohan.
A inizio 2014 viene annunciato che Funk sarà modello, assieme a Lady Gaga, della nota azienda italiana Versace per la collezione primavera-estate 2014.

## Filmografia parziale

### Cinema
- Moon in the Afternoon, regia di Simon Davidson - cortometraggio (2002)
- X-Men 2 (X2), regia di Bryan Singer (2003)
- L'uomo senza ombra 2 (Hollow Man 2), regia di Claudio Fäh (2006)
- Deadgirl, regia di Marcel Sarmiento e Gadi Harel (2008)
- Class Savage, regia di Matt Zien - cortometraggio (2008)
- 18, regia di Joy Gohring - cortometraggio (2009)
- Bereavement, regia di Stevan Mena (2010)
- Triple Dog, regia di Pascal Franchot (2010)
- Another Dirty Movie, regia di Jonathan Silverman (2012)
- Hates: House at the End of the Street (House at the End of the Street), regia di Mark Tonderai (2012)
- Evidence, regia di Olatunde Osunsanmi (2013)
- The Canyons regia di Paul Schrader (2013)
- Riddick, regia di David Twohy (2013)
- Wildlike, regia di Frank Hall Green (2014)
- American Romance, regia di Zackary Adler (2016)
- Hello Again, regia di Tom Gustafson (2017)
- Obbligo o verità (Truth or Dare), regia di Jeff Wadlow (2018)
- Ghost Light, regia di John Stimpson (2018)
- Berlin, I Love You, regia collettiva (2019)
- The Coven, regia di Rich Ragsdale (2022)
- Confession, regia di Dayna Hanson (2022)

### Televisione
- Seven Days – serie TV, episodio 3x19 (2001)
- Taken – miniserie TV, 1 puntata (2002)
- Romeo! – serie TV, episodio 1x04 (2003)
- Sudbury – film TV (2004)
- The L Word – serie TV, episodio 1x06 (2004)
- renegadepress.com – serie TV, 8 episodi (2004-2007)
- Smallville – serie TV, episodio 4x14 (2005)
- A Girl like me: the Gwen Araujo Story - film TV (2006)
- The Dead Zone – serie TV, episodio 5x02 (2006)
- The Obsession - film TV (2006)
- Alice, I Think – serie TV, episodio 1x12 (2006)
- Supernatural – serie TV, episodio 2x09 (2006)
- My name is Sarah - film TV (2007)
- Aliens in America – serie TV, 5 episodi (2007)
- Lie to Me – serie TV, episodio 1x01 (2009)
- Spectacular!, regia di Robert Iscove – film TV (2009)
- Castle – serie TV, episodio 1x03 (2009)
- Jack's Family Adventure - film TV (2010)
- Hellcats – serie TV, episodio 1x11 (2010)
- Detroit 1-8-7 – serie TV, episodio 1x08 (2010)
- Warehouse 13 – serie TV, 4 episodi (2010)
- Interception - film TV (2012)
- Glee – serie TV, 4 episodi (2012-2013)
- Diario di una nerd superstar (Awkward.) – serie TV, 16 episodi (2013-2015)
- Arrow – serie TV, 3 episodi (2014-2016)
- Il mistero delle lettere perdute - Cotti a puntino – film TV (2016)
- Quantico – serie TV, episodio 2x11 (2017)
- The Catch – serie TV, 3 episodi (2017)
- Major Crimes – serie TV, 4 episodi (2017)
- Counterpart – serie TV, 5 episodi (2018)
- La fantastica signora Maisel (The Marvelous Mrs. Maisel) – serie TV, episodi 2x04-2x06 (2018)
- L'assistente di volo - The Flight Attendant (The Flight Attendant) – serie TV, 7 episodi (2020)
- Partner Track - serie TV, 10 episodi (2022)

## Doppiatori italiani
Nelle versioni in italiano dei suoi lavori, Nolan Gerard Funk è stato doppiato da:
- Flavio Aquilone in Riddick, The Canyons
- Maurizio Merluzzo in Spectacular!, Diario di una nerd superstar
- David Chevalier in The L Word
- George Castiglia in Smallville
- Andrea Mete in Castle
- Paolo Vivio in Hates: House at the End of the Street
- Fabrizio De Flaviis in Major Crimes
- Luca Mannocci in The Catch
- Marco Giansante in Quantico
- Federico Campaiola in Obbligo o verità
- Alessandro Campaiola in La fantastica signora Maisel
- Manuel Meli ne L'assistente di volo - The Flight Attendant